# Mistrzostwa Świata w Biathlonie 2023 – pojedyncza sztafeta mieszana
Pojedyncza sztafeta mieszana na Mistrzostwach Świata w Biathlonie 2023 odbyła się 16 lutego w Oberhofie. Była to ósma konkurencja podczas tych mistrzostw. Wystartowało w niej 27 reprezentacji, z których 6 nie ukończyło zawodów. Mistrzami świata zostali Norwegowie, srebro zdobyli Austriacy, a trzecie miejsce zajęli Włosi.
Polacy zajęli 16. miejsce.

## Wyniki
| Miejsce | Nr | Reprezentacja                                                                                            | Czas                                  | Kary (L+S)                               | Strata  |
| ------- | -- | --- | ------------------------------------- | ---------------------------------------- | ------- |
| 01 !    | 1  | Norwegia · Marte Olsbu Røiseland · Johannes Thingnes Bø · Marte Olsbu Røiseland · Johannes Thingnes Bø   | 35:37,1 8:42,6 7:36,4 8:33,3 10:44,8  | 1+6 0+0 0+2 0+0 0+1 0+0 0+0 0+0 1+3 0+0  | —       |
| 02 !    | 5  | Austria · Lisa Hauser · David Komatz · Lisa Hauser · David Komatz                                        | 35:50,9 8:30,8 7:46,0 8:44,7 10:49,4  | 0+3 0+3 0+0 0+1 0+1 0+0 0+1 0+1          | +13,8   |
| 03 !    | 11 | Włochy · Lisa Vittozzi · Tommaso Giacomel · Lisa Vittozzi · Tommaso Giacomel                             | 36:28,1 8:29,0 7:52,6 8:38,5 11:28,0  | 0+2 2+7 0+0 0+1 0+1 0+1 0+0 0+2 0+1 2+3  | +51,0   |
| 4       | 10 | Szwecja · Hanna Öberg · Sebastian Samuelsson · Hanna Öberg · Sebastian Samuelsson                        | 36:53,5 8:32,0 8:21,4 8:37,3 11:22,8  | 0+5 1+7 0+1 0+1 0+3 0+1 0+0 0+2 0+1 1+3  | +1:16,4 |
| 5       | 2  | Francja · Lou Jeanmonnot · Fabien Claude · Lou Jeanmonnot · Fabien Claude                                | 36:59,0 9:20,9 7:46,3 8:49,7 11:02,1  | 0+3 1+9 0+2 0+3 0+0 0+2 0+1 0+1 0+0 1+3  | +1:21,9 |
| 6       | 13 | Niemcy · Sophia Schneider · Philipp Nawrath · Sophia Schneider · Philipp Nawrath                         | 37:07,8 8:50,6 8:02,0 9:17,1 10:58,1  | 1+5 0+7 0+0 0+3 1+3 0+0 0+2 0+1          | +1:30,7 |
| 7       | 14 | Słowenia · Polona Klemenčič · Jakov Fak · Polona Klemenčič · Jakov Fak                                   | 37:15,2 9:24,4 7:57,7 8:47,6 11:05,5  | 0+2 0+6 0+1 0+2 0+0 0+1 0+1 0+0 0+0 0+3  | +1:38,1 |
| 8       | 9  | Mołdawia · Alina Striemous · Maksim Makarov · Alina Striemous · Maksim Makarov                           | 37:37,8 9:23,0 7:49,0 8:56,6 11:29,2  | 0+5 0+2 0+2 0+1 0+1 0+0 0+0 0+0 0+2 0+1  | +2:00,7 |
| 9       | 18 | Estonia · Tuuli Tomingas · Rene Zahkna · Tuuli Tomingas · Rene Zahkna                                    | 38:01,9 9:05,8 8:45,7 9:03,5 11:06,9  | 1+7 0+2 0+1 0+1 1+3 0+1 0+2 0+0 0+1 0+0  | +2:24,8 |
| 10      | 4  | Finlandia · Suvi Minkkinen · Olli Hiidensalo · Suvi Minkkinen · Olli Hiidensalo                          | 38:04,3 8:51,6 8:03,5 9:25,3 11:43,9  | 0+5 2+8 0+1 0+1 0+1 1+3 0+2 1+3          | +2:27,2 |
| 11      | 6  | Stany Zjednoczone · Deedra Irwin · Paul Schommer · Deedra Irwin · Paul Schommer                          | 38:07,0 9:19,4 8:06,7 9:16,2 11:24,7  | 0+3 1+10 0+0 0+3 0+2 0+2 0+1 0+2 0+0 1+3 | +2:29,9 |
| 12      | 3  | Szwajcaria · Lena Häcki · Niklas Hartweg · Lena Häcki · Niklas Hartweg                                   | 38:18,4 9:22,8 8:19,1 9:33,1 11:03,4  | 0+9 2+12 0+3 1+3 0+2 0+3 0+3 1+3 0+1 0+3 | +2:41,3 |
| 13      | 23 | Kanada · Emma Lunder · Adam Runnalls · Emma Lunder · Adam Runnalls                                       | 38:24,1 9:06,8 8:51,5 9:05,8 11:20,0  | 0+5 2+6 0+1 0+1 0+2 2+3 0+0 0+0 0+2 0+2  | +2:47,0 |
| 14      | 15 | Czechy · Tereza Voborníková · Michal Krčmář · Tereza Voborníková · Michal Krčmář                         | 38:24,8 9:09,5 8:55,7 9:09,1 11:10,5  | 2+4 1+9 0+0 0+3 2+3 0+3 0+1 0+0 0+0 1+3  | +2:47,7 |
| 15      | 7  | Ukraina · Anastasija Merkuszyna · Dmytro Pidruczny · Anastasija Merkuszyna · Dmytro Pidruczny            | 38:25,3 9:07,3 8:03,0 10:11,5 11:03,5 | 0+2 4+9 0+0 0+2 0+1 0+1 0+1 3+3 0+0 1+3  | +2:48,2 |
| 16      | 12 | Polska · Anna Mąka · Marcin Zawół · Anna Mąka · Marcin Zawół                                             | 38:45,0 8:58,2 8:38,5 8:57,6 12:10,7  | 1+5 0+4 0+0 0+0 0+2 0+2 0+0 0+0 1+3 0+2  | +3:07,9 |
| 17      | 27 | Belgia · Lotte Lie · Florent Claude · Lotte Lie · Florent Claude                                         | 38:57,4 9:12,7 8:07,5 9:22,8 12:14,4  | 1+7 1+4 0+1 0+1 0+2 0+0 0+1 0+0 1+3 1+3  | +3:20,3 |
| 18      | 20 | Kazachstan · Ludmiła Achatowa · Aleksandr Muchin · Ludmiła Achatowa · Aleksandr Muchin                   | 39:07,4 10:08,7 8:08,6 9:32,5 11:17,6 | 0+4 0+5 0+1 0+3 0+1 0+1 0+0 0+1 0+2 0+0  | +3:30,3 |
| 19      | 25 | Łotwa · Baiba Bendika · Andrejs Rastorgujevs · Baiba Bendika · Andrejs Rastorgujevs                      | 39:24,8 8:53,8 8:30,8 10:07,9 11:52,3 | 1+9 3+7 0+1 0+0 1+3 0+1 0+3 2+3 0+2 1+3  | +3:47,7 |
| 20      | 22 | Bułgaria · Danieła Kadewa · Anton Sinapow · Danieła Kadewa · Anton Sinapow                               | 39:35,0 9:46,8 8:09,0 9:47,9 11:51,3  | 0+3 1+8 0+2 0+2 0+0 0+2 0+1 0+1 0+0 1+3  | +3:57,9 |
| 21      | 21 | Litwa · Gabrielė Leščinskaitė · Tomas Kaukenas · Gabrielė Leščinskaitė · Tomas Kaukenas                  | 39:45,6 9:48,8 8:28,9 9:19,1 12:08,8  | 0+4 0+9 0+0 2+3 0+1 0+3 0+0 0+0 0+3 1+3  | +4:08,5 |
| 22      | 8  | Japonia · Fuyuko Tachizaki · Mikito Tachizaki · Fuyuko Tachizaki · Mikito Tachizaki                      | LAP 9:34,3 8:39,9 10:14,5             | 0+1 0+3 0+2 0+2 0+0 3+3 0+0              | —       |
| 23      | 16 | Rumunia · Anastasia Tolmacheva · George Buta · Anastasia Tolmacheva · George Buta                        | LAP 10:37,1 8:06,3                    | 0+0 3+3 0+0 0+1 0+0 0+3                  | —       |
| 24      | 19 | Słowacja · Mária Remeňová · Michal Šíma · Mária Remeňová · Michal Šíma                                   | LAP 9:39,3 8:55,3                     | 0+1 1+3 0+0 2+3 0+1 1+3                  | —       |
| 25      | 17 | Korea Południowa · Jekatierina Awwakumowa · Timofiej Łapszyn · Jekatierina Awwakumowa · Timofiej Łapszyn | LAP 10:10,0 8:03,0                    | 1+3 0+2 0+0 0+2 2+3 0+3                  | —       |
| 26      | 24 | Chorwacja · Anika Kožica · Krešimir Crnković · Anika Kožica · Krešimir Crnković                          | LAP 10:20,5 8:57,5                    | 0+1 3+3 0+1 1+3 0+1                      | —       |
| 27      | 26 | Chiny · Chu Yuanmeng · Yan Xingyuan · Chu Yuanmeng · Yan Xingyuan                                        | LAP 9:56,0 9:12,3                     | 0+2 0+1 0+1 1+3 0+2                      | —       |